# جک پاول (بازیکن فوتبال، زاده ۱۹۹۴)
جک پاول (انگلیسی: Jack Powell؛ زادهٔ ۲۹ ژانویهٔ ۱۹۹۴) بازیکن فوتبال اهل بریتانیا است.
از باشگاه‌هایی که در آن بازی کرده‌است می‌توان به باشگاه فوتبال میلوال، باشگاه فوتبال کونکورد رانجرز و باشگاه فوتبال وستهام یونایتد اشاره کرد.